# Unterseeboot 1301
L'Unterseeboot 1301 ou U-1301 est un sous-marin allemand (U-Boot) de type VIIC/41 utilisé par la Kriegsmarine pendant la Seconde Guerre mondiale.
Le sous-marin est commandé le 2 avril 1942 à Flensbourg (Flensburger Schiffbau-Gesellschaft), sa quille posée le 20 janvier 1943, il est lancé le 22 décembre 1943 et mis en service le 11 février 1944, sous le commandement de l'Oberleutnant zur See Karl-Heinrich Feufel.
L'U-1301 ne coule, ni n'endommage de navire, ne prenant part à aucune patrouille de guerre.
Il capitule à Bergen en mai 1945 et est sabordé en décembre 1945.

## Conception
Unterseeboot type VII, l'U-1301 avait un déplacement de 759 tonnes en surface et 860 tonnes en plongée. Il avait une longueur hors-tout de 67,20 m, un maître-bau de 6,20 m, une hauteur de 9,60 m et un tirant d'eau de 4,74 m. Le sous-marin était propulsé par deux hélices de 1,23 m, deux moteurs diesel Germaniawerft F46 de 6 cylindres en ligne de 1 400 cv à 470 tr/min, produisant un total de 2 060 à 2 350 kW en surface et de deux moteurs électriques Allgemeine Elektricitäts-Gesellschaft GU 460/8-276 de 375 cv à 295 tr/min, produisant un total 550 kW, en plongée. Le sous-marin avait une vitesse en surface de 17,7 nœuds (32,8 km/h) et une vitesse de 7,6 nœuds (14,1 km/h) en plongée. Immergé, il avait un rayon d'action de 80 milles marins (150 km) à 4 nœuds (7,4 km/h; 4,6 milles par heure) et pouvait atteindre une profondeur de 230 m. En surface son rayon d'action était de 8 500 milles nautiques (soit 15 700 km) à 10 nœuds (19 km/h).
L'U-1301 était équipé de cinq tubes lance-torpilles de 53,3 cm (quatre montés à l'avant et un à l'arrière) et embarquait quatorze torpilles. Il était équipé d'un canon de 8,8 cm SK C/35 (220 coups), d'un canon de 20 mm Flak C30 en affût antiaérien et d'un canon 37 mm Flak M/42 qui tire à 15 350 mètres avec une cadence théorique de 50 coups par minute. Il pouvait transporter 26 mines TMA ou 39 mines TMB. Son équipage comprenait 4 officiers et 40 à 56 sous-mariniers.

## Historique
Il passe son temps d'entraînement à la 4. Unterseebootsflottille basé à Stettin.
Étant toujours en phase de formation à la fin de la guerre, il ne prend part à aucune patrouille ni à aucun combat.
L'U-1301 se rend aux Alliés le 9 mai 1945 à Bergen, en Norvège.
Le 2 juin 1945, il est convoyé au point de rassemblement du Loch Ryan en vue de l'opération alliée Deadlight de destruction massive de la flotte d'U-Boote de la Kriegsmarine.
L'U-1301 est coulé le 16 décembre 1945 à la position 56° 10′ N, 10° 05′ O, par des bombes larguées d'un avion britannique.

## Affectations
- 4. Unterseebootsflottille du 11 février 1944 au 8 mai 1945 (Période de formation).

## Commandement
- Oberleutnant zur See Karl-Heinrich Feufel du 11 février 1944 à août 1944.
- Kapitänleutnant Paul-Ehrenfried Lenkeit d'août 1944 au 9 mai 1945.